# قسموس
قسموس (الاسم العلمي: Cosmos) هو جنس نباتي يتبع فصيلة النجمية من رتبة النجميات.

## الانتشار
القسموس ينمو بشكل أصلي في سهول ومراعي المكسيك، بالإضافة إلى تواجده في فلوريدا، أريزونا، والباراغواي. كما يشتهر في اليابان في فصل الخريف حيث يطلق عليه اسم أكي-ساكورا (秋桜) أو ساكورا الخريف.